# Eumerus lejops
Eumerus lejops är en tvåvingeart som först beskrevs av Camillo Rondani 1857.  Eumerus lejops ingår i släktet månblomflugor, och familjen blomflugor.
Artens utbredningsområde är Italien. Inga underarter finns listade i Catalogue of Life.